# Miroslav Javůrek
Miroslav Javůrek (* 29. listopadu 1979 Kadaň) je český malíř a sochař.

## Studium
- 1998–2003 Pedagogická fakulta Západočeské univerzity v Plzni, obor Učitelství výtvarné kultury, prof. Josef Mištera
- 2004–2009 Akademie výtvarných umění Praha - Ateliér klasických malířských technik prof. Zdeněk Beran

## Život a dílo
Je absolventem ateliéru klasických malířských technik profesora Zdeňka Berana na pražské AVU. Zaujal svým stylem již v prvním ročníku, kde maloval sérii obrazů Bridge Watchers a během studia pak vytvořil rozsáhlé malířské cykly Berghof, Shadow Warriors a Louchov. Jeho diplomová práce Raum project (2009), byla tvořena ze 4 metry dlouhého temnosvitového obrazu, série 7 menších obrazů interierů betonového skeletu a 17segmentovou kompozitovou serii obkladů, kterými interiér původního betonového skeletu přetvářel do minimalistické formy ovlivněné architektem Adolfem Loosem a jeho koncepcí – raumplan. Celá série byla následně vystavena na expozici Diplomanti AVU 2009 ve dvoraně Veletržního paláce Národní galerie v Praze.
Miroslav Javůrek malbu pojímá sice klasickou formou pokud jde o výstavbu obrazu, ale jeho plátna jsou veskrze strukturální malbou a jeho rukopis se pohybuje někde na pomezí pastózního stylu Tiziana či Rembrandta a strukturální abstrakcí 60. let u nás (informel).
Miroslav Javůrek působí v Praze. S jeho díly se je možno setkat nejen zde, ale i v zahraničí. Mimo volnou tvorbu na plátně se věnuje i nástěnné malbě.

### Výběr z díla

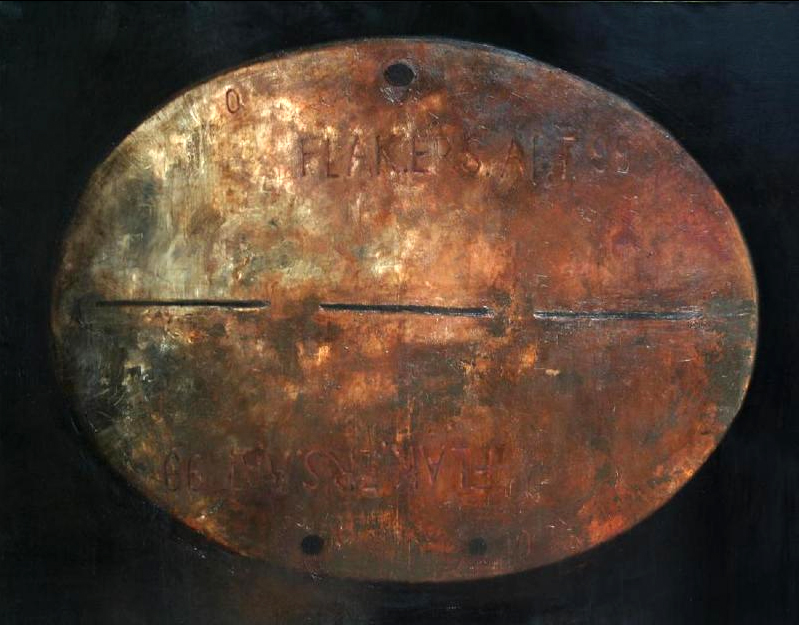
ID-tag (2015)
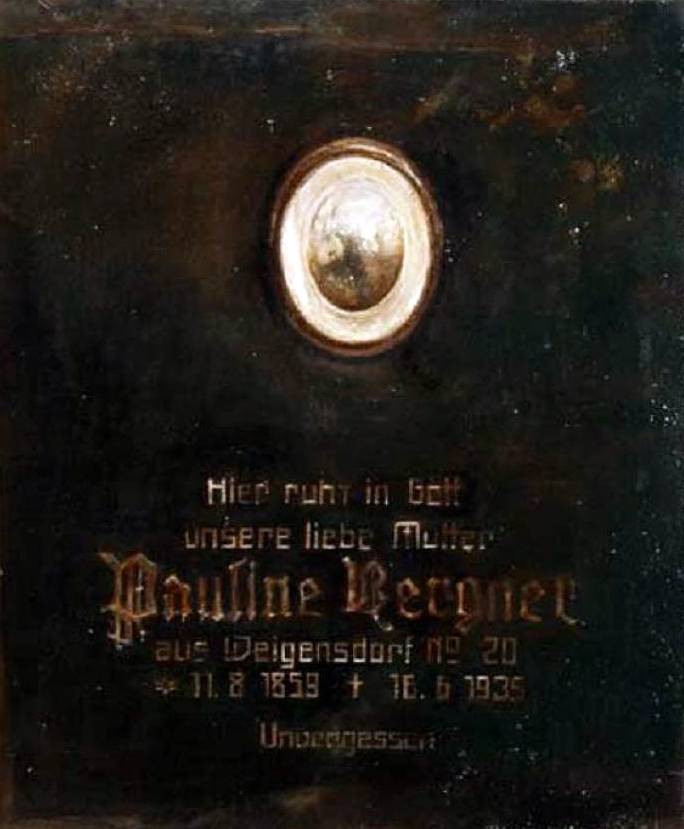
Louchov (2015)
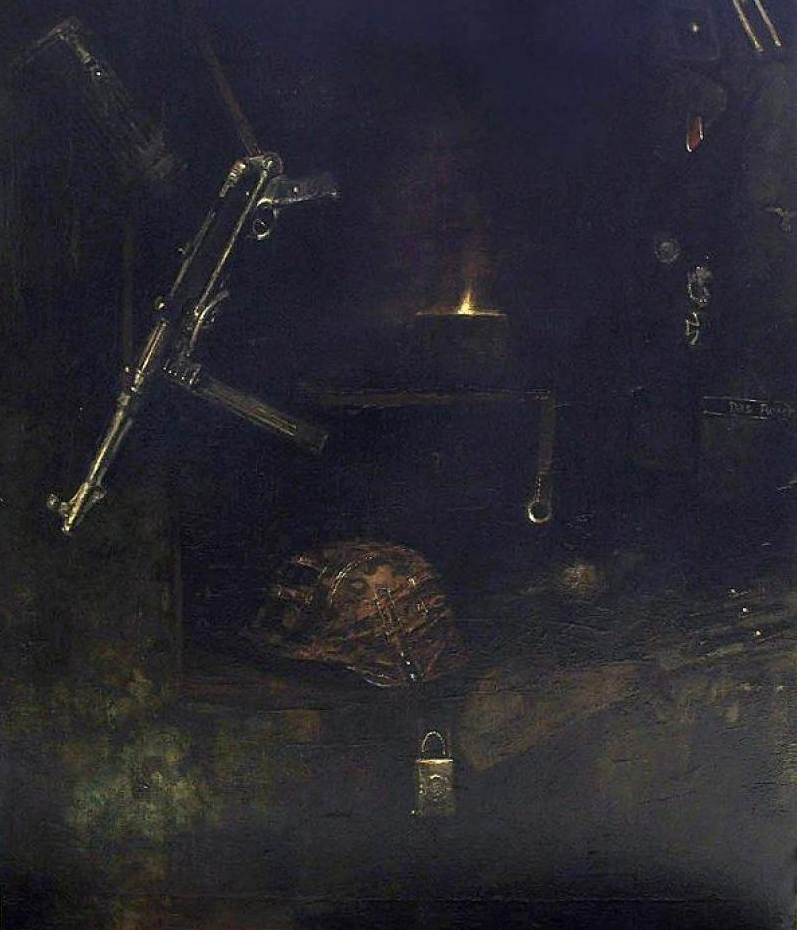
Vanitas 1943 (2015)
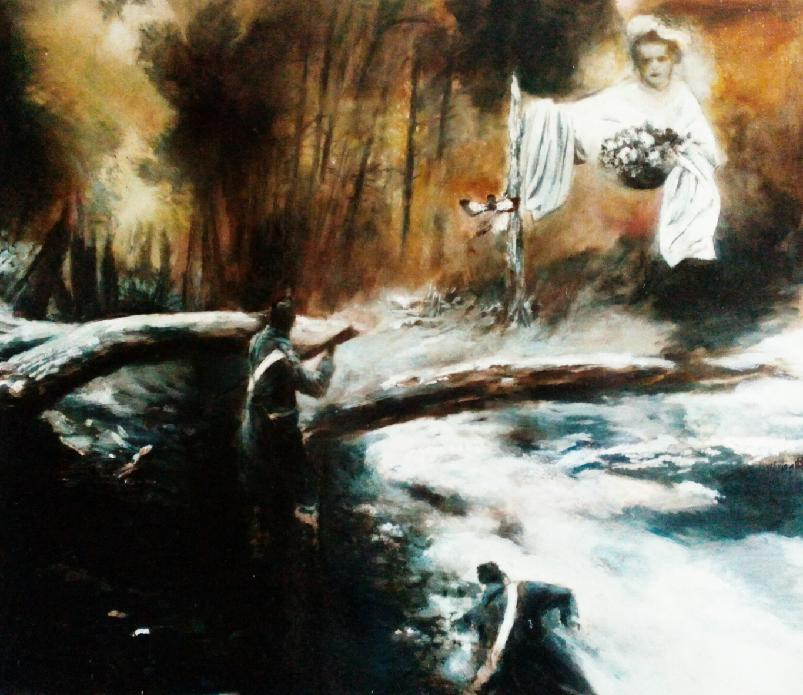
Za realitou 1 (2016)
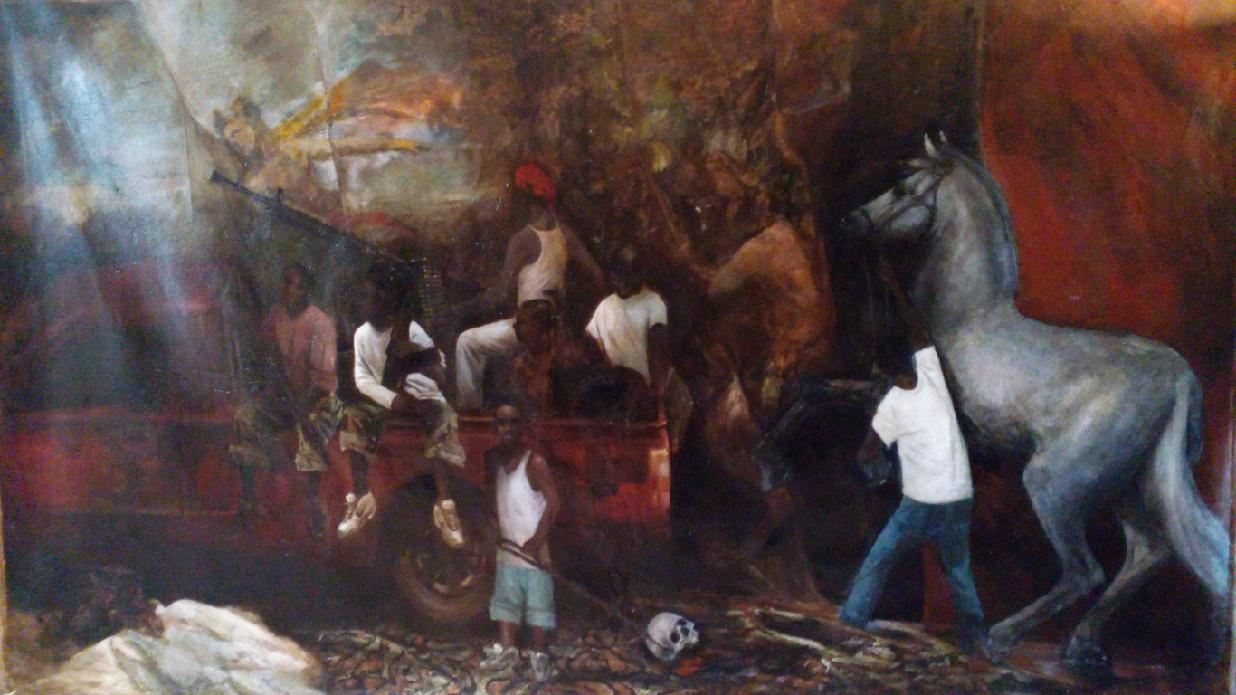
Barokní guerilla (2011-2017)
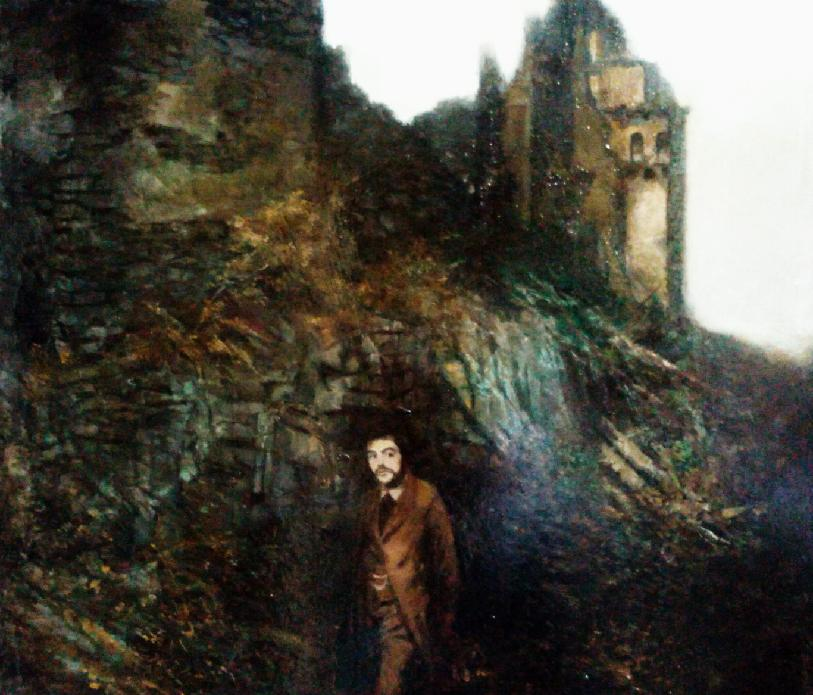
F. A. Heber na hradě Šumburk 1841 (2017)
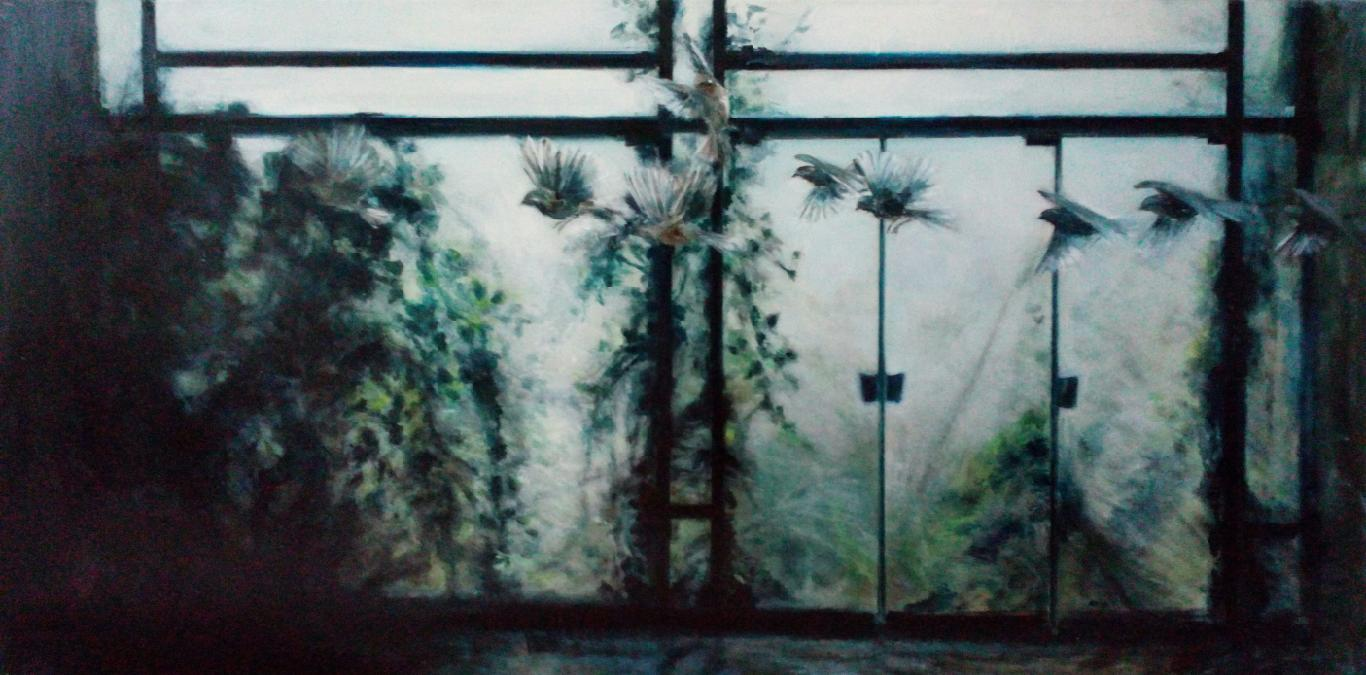
Okno (2018)
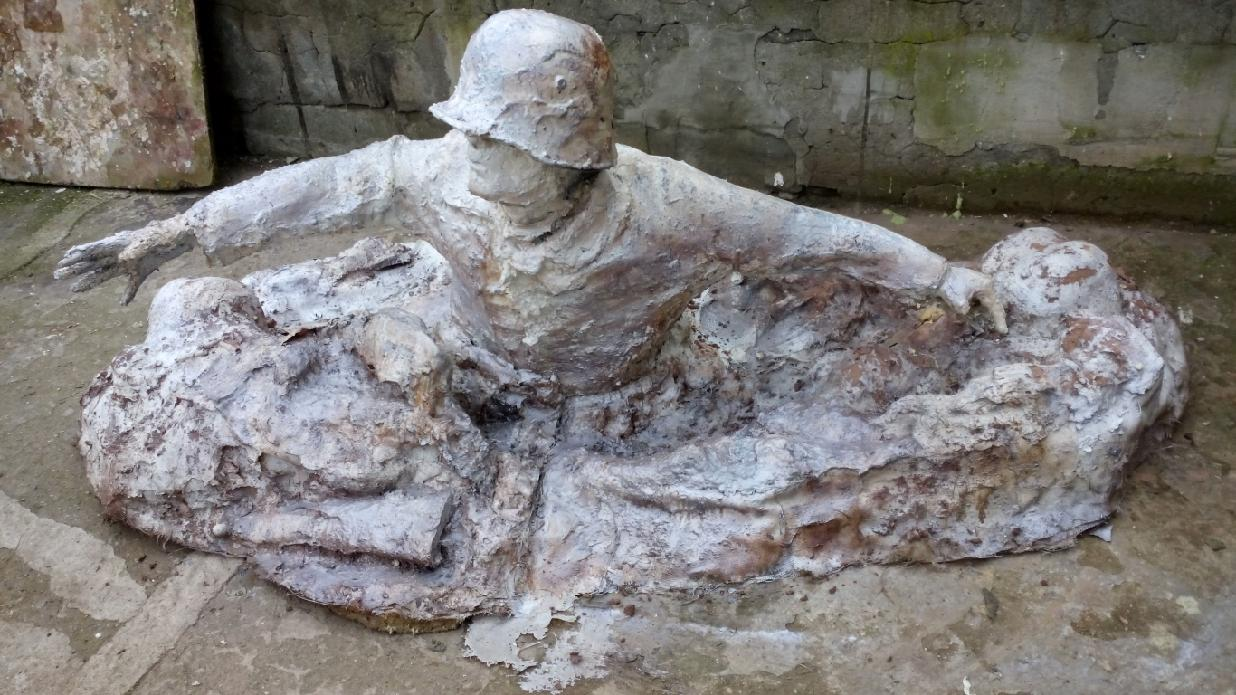
Franz Marc, laminát, polychromie, 220 x 100 x 90 cm, (2018)

## Výstavy

### Autorské výstavy
- 2018 Za realitou, Městská galerie špejchar, Chomutov
- 2016 Podzim, Městská galerie Kryt, Klásterec nad Ohří

### Skupinové výstavy (výběr)
- 2015 Kunstmesse Regensburg, galerie Leerebeutel Regensburg
- 2015 Viva Emptiness, galerie Kryt, Klášterec nad Ohří, Galerie Michal’s collection Praha
- 2014 International bienale OSTRALE 014, Dresden
- 2014, Proměny, Galerie Michal’s collection Praha
- 2013 Institut současného umění DOX Praha
- 2013 Gloria Slavia 2, Staroměstská radnice Praha
- 2012 Gloria Slavia, Galerie Michal’s collection Praha
- 2011 Diplomanti AVU, Veletržní palác NG Praha
- 2009 AVU 18, Veletržní palác NG Praha
- 2009 PAINt, Okresní Vlastivědné Muzeum Šumperk
- 2008 DEFENESTRACE, Novoměstská radnice Praha
- 2007 5 TAG, galerie Jiřího Trnky Plzeň